# 萊基 (密西西比州)
萊基（英語：Lackey）是位於美國密西西比州門羅縣的非建制地區。

## 歷史
萊基的郵局於1891年設立，其後於1903年停運。

## 地理
萊基所處的海拔為高於海平面67米（即220英呎），而該地所採用的時區為UTC-6，即北美中部時區（CST）。同時該地設有夏令時間，為UTC-6調快一小時，即UTC-5（CDT）。